# Лутай, Владлен Степанович
Владлен Степанович Лута́й (5 марта 1926 Харькове - 15 марта
2013 Киев) — советский философ, доктор философских наук, профессор. Один из признанных на постсоветском научно-философском пространстве исследователей теории диалектики. В числе первых на Украине взялся за разработку концепции философии образования. Автор более 40 научных и учеб.-метод. работ.

## Биография
В 1948 окончил Харьковский институт инженеров железнодорожного транспорта. В 1956 защитил кандидатскую диссертацию по теме «Значение марксистской диалектики для материалистического понимания законов естествознания», а в 1971 - докторскую диссертацию: «О методе построения системы диалектического материализма». С 1962 по 1994 гг. работал в Киевском университете старшим преподавателем, доцентом и с 1975 - профессором. С 1994 - главный научный сотрудник Института высшего образования Академии педагогических наук Украины.

## Интересы и научные достижения
Ученый работает в области диалектики, синергетики, философии образования. Первым начал разработку и введения в синергетику диалектического метода, а затем — его использования в области философии образования. Таким образом ученый в контексте синергетической парадигмы концептуализоровал принципы разработки современной философской системы и формирования мировоззрения XXI века. Написал первую книгу по философии образования на Украине.

## Известные работы
О методе построения диалектического материализма. - Киев, Изд. Киевского ун-та, 1970. - 185 с.
Теория диалектики и общая теория науки. - Киев : Высшая школа, 1981. - 168 с.
Лутай В.С. Філософія сучасної освіти: Навчальний посібник. – К.: Центр “Магістр-S” Творчої спілки вчителів України, 1996. – 256 с.
Лутай В. С. Синергетическая парадигма как философско-методологическая основа решения основных проблем XXI века // Практична філософія. - 2003. - № 1 (7). - С. 10 - 38
Філософія освіти в сучасній Україні: стан і перспективи розвитку / В. Андрущенко, В. Лутай//Вища освіта України.- 2004.- № 4. - С.5-12
Основной вопрос современной философии. Синергетический подход. - Киев, 2004. – 156 с.
Математические основания современной картины мира в свете синергетической парадигмы. - Киев, 2005. – 83 с.
Лутай В. Розробка сучасної філософії освіти на засадах синергетики// Вища освіта України.- 2009.- №1.- С. 33-35
«Универсальное послание» И. Пригожина современному человечеству и метод его реализации. - Киев : ПАРАПАН, 2010. - 256 с.
Синергетическая картина мира как реализация «универсального послания» И. Пригожина